# Sheba Deireragea
Sheba Deireragea (* 28. Mai 1986 in Denigomodu) ist eine nauruische Gewichtheberin. Sie tritt zurzeit in der 75-Kilo-Klasse an. Sie gilt als eines der größten Sporttalente des Inselstaates Nauru.
Den ersten internationalen Erfolg erzielte Deireragea bei den Commonwealth Games 2002 in Manchester, als sie in der 69-Kilo-Klasse alle drei Bronzemedaillen gewann. Im Mai 2005 gewann Deireragea bei den Arafura Games 2005 in Darwin (Australien) in ihrer jetzigen Gewichtsklasse jeweils die Goldmedaille bei den Junioren und den Senioren.
Deireragea nahm zudem im November 2005 in Doha (Katar) erstmals an Gewichtheben-Weltmeisterschaften teil, als einzige Nauruerin neben Yukio Peter; sie belegte insgesamt den 14. Rang. Bei den Commonwealth Games 2006 gewann sie knapp hinter der Australierin Deborah Lovely die Silbermedaille.